# Felix W. Smith
Felix W. Smith, właśc. Felix Octavius Willoughby Smith (ur. 13 czerwca?/25 czerwca 1872 w Odessie, zm. 11 stycznia 1920 w Battle Creek, Michigan) – amerykański prawnik i urzędnik konsularny.
Urodził się w rodzinie amerykańskiego konsula w Odessie, Timothiego Clarka Smitha. Ukończył studia prawnicze. Wstąpił do amerykańskiej służby zagranicznej, pełniąc m.in. funkcje wice- i zastępcy konsula w Katanii (1909–1910), i Warszawie (1910), zastępcy konsula generalnego w Bejrucie (1910–1911), wice- i zastępcy konsula gen. w Bejrucie (1911), konsula w Adenie (1914), Batumi (1914–1916), Tyflisie (1916–1918, 1919).